# Antonio Domenico Wolkenstein

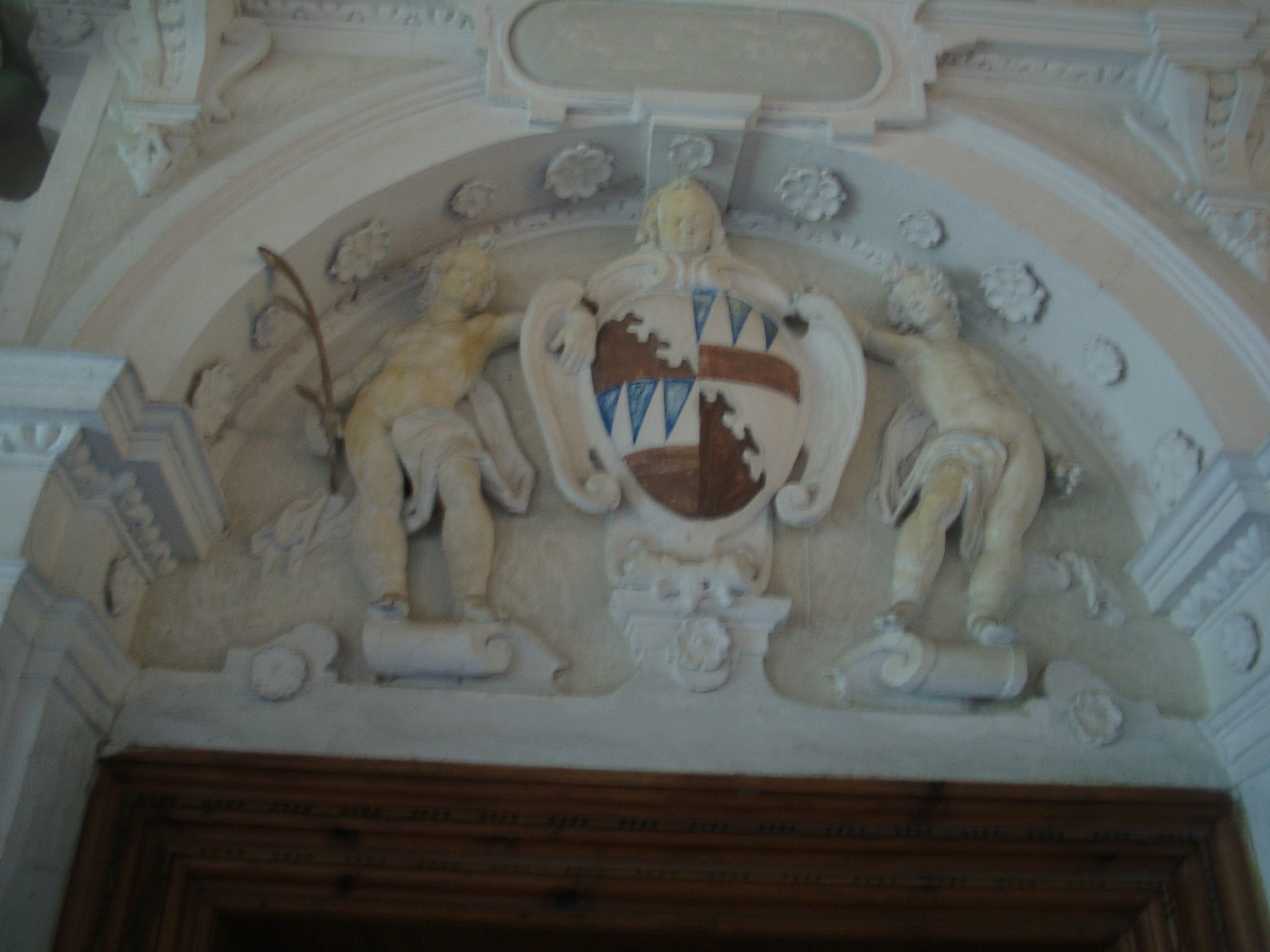
Stemma von Wolkenstein-Trostburg

Antonio Domenico Wolkenstein (in tedesco Anton Dominik von Wolkenstein-Trostburg; Trento, 1662 – Trento, 5 aprile 1730) è stato un vescovo cattolico italiano.

## Biografia
Figlio di Gaudenzio Fortunato Wolkenstein-Trostburg (1629-1693) e Margherita Altemps, nacque a Trento nel 1662 da una nobile famiglia trentina (forse originaria delle Fiandre). Egli era discendente per parte di madre dei cardinali Madruzzo, già principi-vescovo di Trento. Dopo aver studiato materie scientifiche a Trento, si dedicò alla teologia presso l'Università di Ingolstadt e poi a quella di Padova dove si laureò.
Giovanissimo, venne nominato canonico della cattedrale di Trento col beneficio scolastico ed il 26 gennaio 1726 venne prescelto quale nuovo vescovo, dignità che mantenne per quattro anni sino alla propria morte. Durante il periodo del proprio episcopato, venne ricordato come particolarmente munifico verso i poveri.
Morì a Trento il 5 aprile 1730.

## Genealogia episcopale e successione apostolica
La genealogia episcopale è:
- Cardinale Scipione Rebiba
- Cardinale Giulio Antonio Santori
- Cardinale Girolamo Bernerio, O.P.
- Arcivescovo Galeazzo Sanvitale
- Cardinale Ludovico Ludovisi
- Cardinale Luigi Caetani
- Cardinale Ulderico Carpegna
- Cardinale Paluzzo Paluzzi Altieri degli Albertoni
- Cardinale Flavio Chigi
- Papa Clemente XII
- Vescovo Pietro Maria Trevisan Suarez
- Vescovo Antonio Domenico Wolkenstein

La successione apostolica è:
- Vescovo Joseph Benedikt von Rost (1729)